# Chankagenesia sibirica
Chankagenesia sibirica is een haft uit de familie Palingeniidae. De wetenschappelijke naam van de soort is voor het eerst geldig gepubliceerd in 1872 door McLachlan.
De soort komt voor in het Palearctisch gebied.